# Перкопсові
Перкопсові (Percopsidae) — родина костистих риб ряду перкопсоподібних (Percopsiformes). Включає два сучасних види з одного роду та декілька викопних форм. Мешкають у прісних водоймах Північної Америки.

## Опис
Перкопсові мають голову без луски, спинний плавець має 1 або 2 колючки і 9-12 м’яких променів, тоді як анальний плавець має 1 або 2 колючки і 6 або 7 м’яких променів, черевні плавці вставлені під грудну клітку, а їхні промені досягають до 20 см завдовжки. Живляться комахами і дрібними ракоподібними.